# Z. Papp Sándor
Z. Papp Sándor (Dudar, 1932. május 17. – Nagyesztergár, 1973. szeptember 1.) magyar bányamunkás, bányász, frontmester, politikus, országgyűlési képviselő.

## Élete
Z. Papp Sándor 1932-ben született Dudaron, szegényparaszti családban. Az általános iskola nyolc osztályát végezte el, majd 16 évesen a dudari bányában kezdett dolgozni külszíni munkásként. Előbb csillés, majd vájár lett, 1966-ban pedig frontmesteri beosztást kapott. 1957-ben az MSZMP tagja lett. 1960-tól munkásőr, 1963-tól a munkásőrség rajparancsnoka volt. 1966-ban alapszervi pártvezetőségi tag, majd üzemi csúcsvezető lett, 1970-től a járási pártbizottság tagja volt. Munkássága elismeréséül Bányász Szolgálati Emlékéremmel tüntették ki, és több más kitüntetésnek is birtokosa volt. 1971. április 25-től Veszprém megye 5. számú egyéni választókerületének országgyűlési képviselője volt. 1973-ban halt meg Nagyesztergáron, közlekedési baleset következtében. Dudaron temették el.